# Chrustalne
Chrustalne (ukr. Хрустальне, ros. Хрустальное, Chrustalnoje) – osiedle typu miejskiego na Ukrainie, w obwodzie ługańskim, administracyjnie podporządkowane radzie miejskiej Krasnego Łucza.

## Historia
Chrustalne założono w 1784 roku, od 1938 roku osiedle typu miejskiego.
W 1989 liczyło 2152 mieszkańców.
W 2013 liczyło 1428 mieszkańców.
Od 2014 roku jest pod kontrolą Ługańskiej Republiki Ludowej.